# Callomelitta rugosa
Callomelitta rugosa är en biart som beskrevs av Cockerell 1915. Callomelitta rugosa ingår i släktet Callomelitta och familjen korttungebin. Inga underarter finns listade.